# Ermessenda (muller de Sunifred I)
|  | No s'ha de confondre amb Ermessenda de Carcassona. |

Ermessenda (?, segle IX — ?, 885/888) fou la muller de Sunifred I (matrimoni any 840), comte d'Urgell, Cerdanya, Girona, Osona i Barcelona, entre d'altres. Amb Sunifred tingué set fills:
- Guifré el Pilós (ca. 840 - 897), comte de Barcelona
- Miró I (? - 896), comte de Rosselló i Conflent
- Radulf (? - 920), comte de Besalú
- Sunifred (?-ca. 890), abat d'Arles
- Riculf (? - ca. 916), bisbe d'Elna
- Sesenanda
- Ermesinda (?-ca. 898)

Després de la mort del seu marit l'any 848, actuà amb el títol de comtessa al costat dels seus fills Guifré I i Miró I.